# Johanneskirche (Joditz)

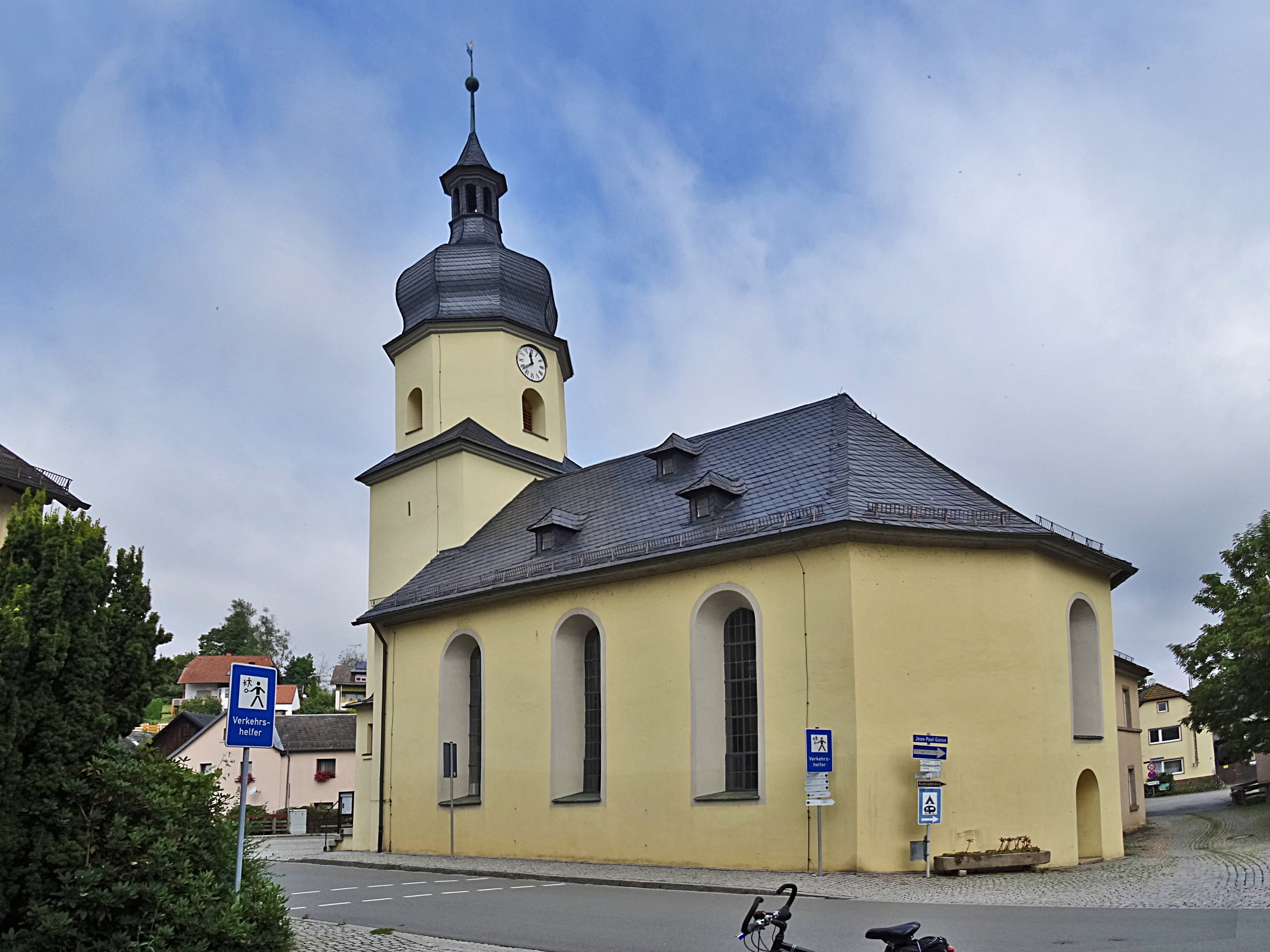
Johanneskirche Joditz

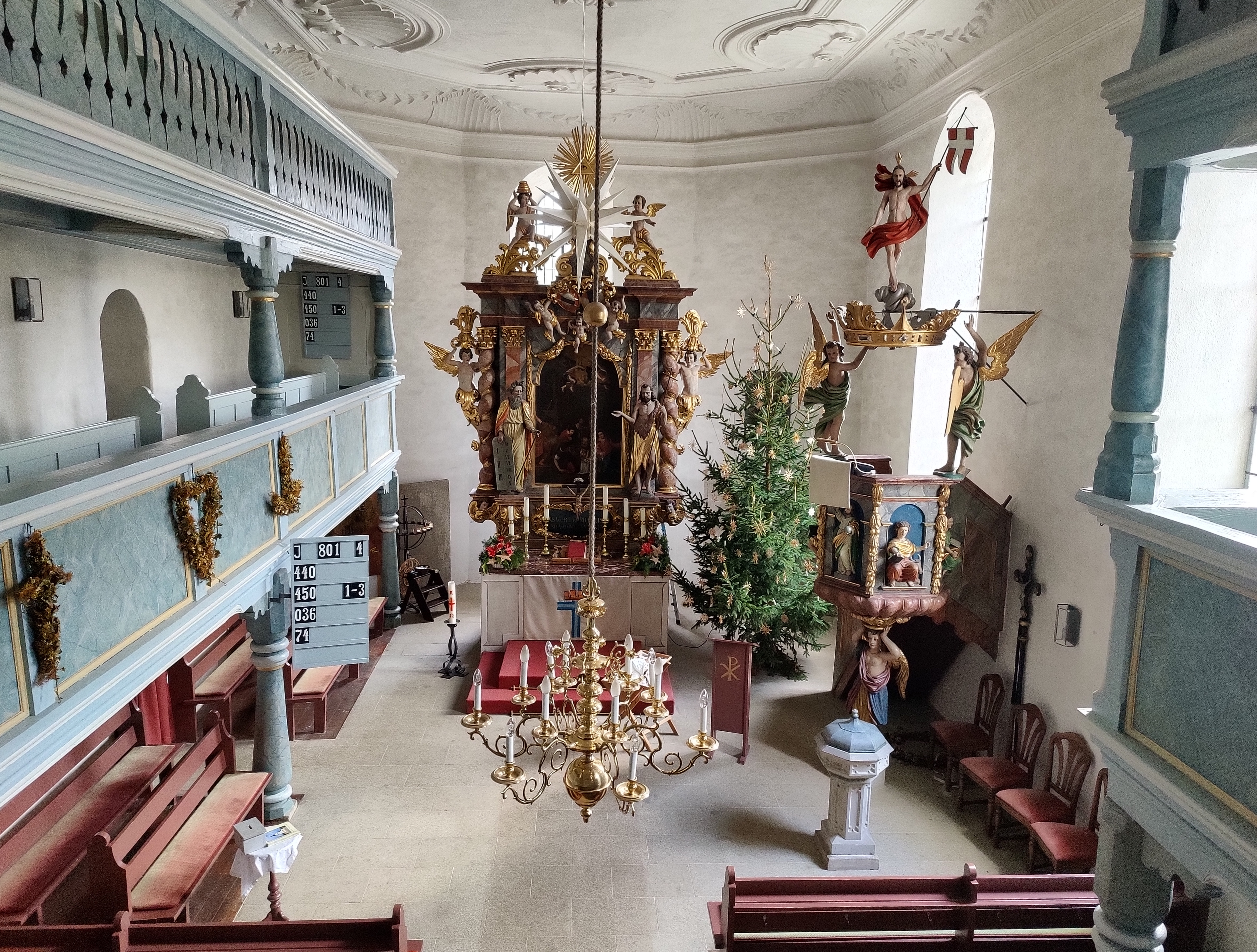
Innenraum, Blick zum Altar

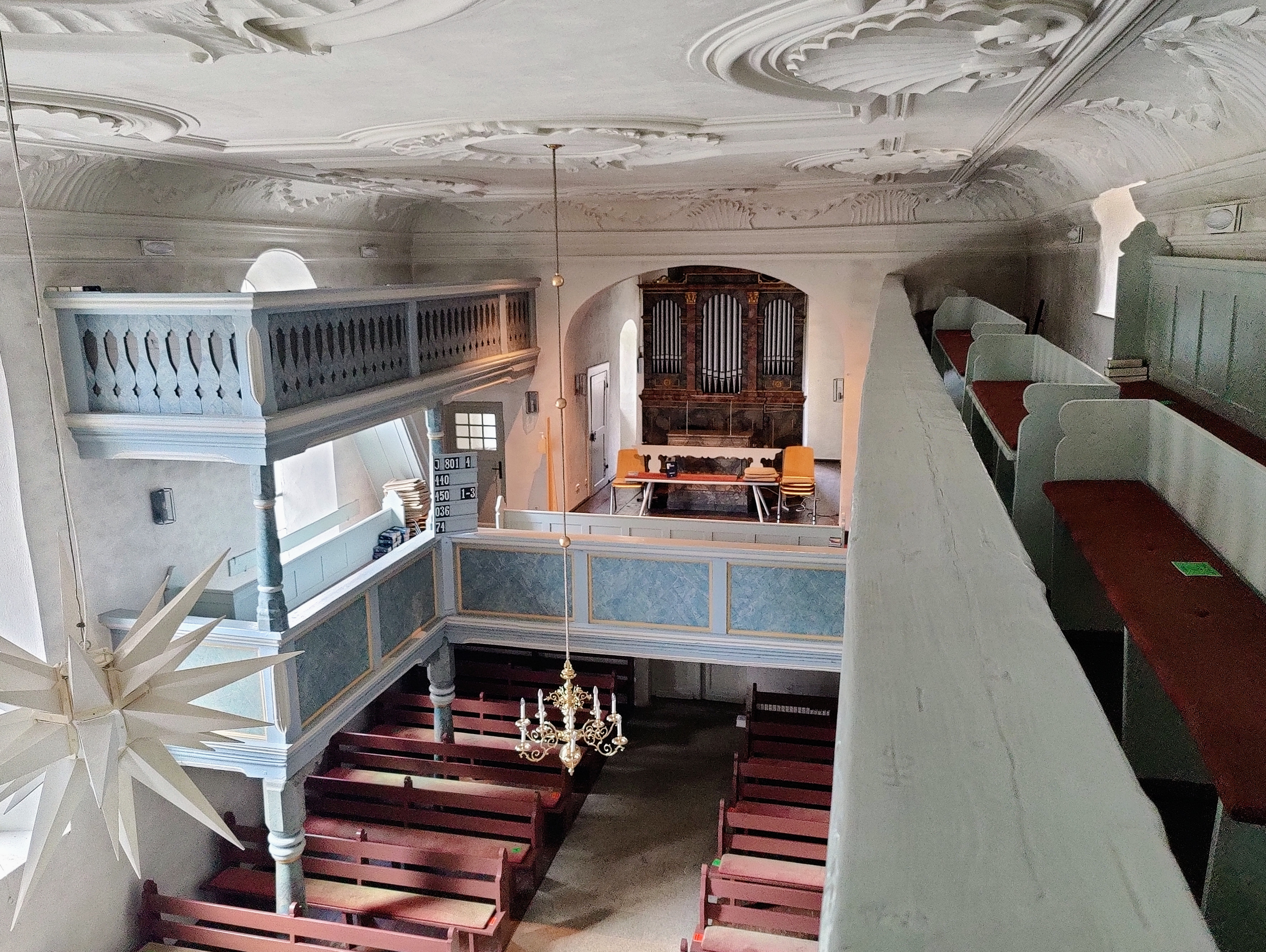
Blick zur Orgel

Die Johanneskirche Joditz ist eine evangelisch-lutherische Pfarrkirche im oberfränkischen Joditz. Sie legt zentral im Ort. Die Pfarrei gehört zum Dekanat Hof.

## Geschichte
Eine Johanneskirche wurde 1365 erstmals erwähnt. Die Pfarrei besteht seit dem Jahr 1561. Die heutige Kirche wurde im Jahr 1704 erbaut. Die Patronatsherren stammten längere Zeit aus der Familie von Stein.

## Beschreibung  und Ausstattung
Die Untergeschosse des westlichen Kirchturms haben quadratische Grundrisse. Das oberste Geschoss ist achteckig mit rundbogigen Schallfenstern. Der Turm besitzt eine Zwiebelhaube mit Laterne. Das Kirchenschiff als Saalkirche hat drei Fensterachsen. Der Altar und die Kanzel der Bauzeit stammen aus der Hofer Werkstatt von Johann Nikolaus Knoll, der auch umliegende Kirchen mit Kunstwerken ausstattete. Am Altar befindet sich ein Gemälde der Geburt Christi. Die Orgel wurde um das Jahr 1900 von der Firma Steinmeyer erbaut und später verändert. 9 Register verteilen sich auf ein Manual und das Pedal. Die Decke des Kirchenschiffs ist stuckiert.